# Ronald Neame
Ronald Neame (ur. 23 kwietnia 1911 w Londynie, zm. 16 czerwca 2010 w Los Angeles) – brytyjski reżyser filmowy, operator, producent, scenarzysta i autor efektów specjalnych.

## Życiorys
Był synem fotografa Elwina Neame’a i aktorki Ivy Close. Uczęszczał do University College School i Hurstpierpoint College w Londynie. W 1923, gdy miał 12 lat zmarł jego ojciec. Po jego śmierci podjął pracę jako goniec w przedsiębiorstwie naftowym. Później dzięki kontaktom matki w brytyjskim przemyśle filmowym został posłańcem w Elstree Studios. Po raz pierwszy na planie filmowym pracował jako pomocnik operatora przy produkcji filmu Szantaż (1929), w reżyserii Alfreda Hitchcocka. Jako samodzielny operator filmowy zadebiutował w 1933 roku. Udzielał się także jako twórca efektów specjalnych – w 1943 otrzymał nominację do Oscara za efekty wizualne do filmu Jeden z naszych samolotów zaginął.
Jako reżyser zadebiutował w latach 50, wcześniej był autorem zdjęć do około 40 filmów. W 1972 wraz z Irwinem Allenem wyreżyserował film katastroficzny Tragedia „Posejdona”, z udziałem m.in.: Gene’a Hackmana, Ernesta Borgnine i Shelley Winters. W 1974 powstał film Akta Odessy z Jonem Voightem w roli głównej; a w 1979 kolejna udana pozycja kina katastroficznego Meteor z udziałem Seana Connery’ego, Karla Maldena, Natalie Wood i Henry’ego Fondy. Do innych znaczących pozycji w jego filmografii należą m.in.: dramat Pełnia życia panny Brodie z Maggie Smith, która za rolę w tym filmie otrzymała Oscara dla najlepszej aktorki; a także komedie Milioner bez grosza (1953) z Gregorym Peckiem w roli głównej i Gambit z udziałem Shirley MacLaine i Michaela Caine’a. Na początku lat 80. zrealizował dwie komedie z Walterem Matthau: Gra w klasy (1980) i Pierwszy poniedziałek października (1981). W kilku jego filmach z lat 50. zagrał Alec Guinness.
Po raz ostatni stanął za kamerą w 1986. W 1996 otrzymał Order Imperium Brytyjskiego za wkład w przemysł filmowy. W 2003 wydał autobiografię pt. Straight from the Horse’s Mouth.
Ronald Neame zmarł 19 czerwca w szpitalu w Los Angeles z powodu powikłań wynikających ze złamania nogi, po tym jak w maju przewrócił się w swoim domu. Miał 99 lat.
Neame twierdził, że swoją długowieczność zawdzięcza alkoholowi. W wywiadzie z 2006 roku powiedział: „Kiedy pytają mnie o długowieczność, to moja recepta jest taka: dwie duże wódki rano i trzy małe wódki wieczorem. Lekarz powiedział mi, że pijąc mniej alkoholu, można by żyć o wiele dłużej. Tylko że on już nie żyje, a ja mam 95 lat i nadal tu jestem”.

## Życie prywatne
Neame był dwukrotnie żonaty. Pierwszą żoną reżysera była Beryl Heanly (od 1932 do 1973; rozwód) z którą miał jednego syna Christophera (ur. 1942), pisarza i producenta filmowego. Od 1993 był związany z Donną Friedberg.

## Filmografia
Reżyseria:
- Milioner bez grosza (1953)
- Koński pysk (1958)
- I dalej będę śpiewać (1963)
- Gambit (1966)
- Pełnia życia panny Brodie (1969)
- Opowieść wigilijna (1970)
- Tragedia „Posejdona” (1972)
- Akta Odessy (1974)
- Meteor (1979)
- Gra w klasy (1980)
- Pierwszy poniedziałek października (1981)